# Xã Sunnyside, Quận Wilkin, Minnesota
Xã Sunnyside (tiếng Anh: Sunnyside Township) là một xã thuộc quận Wilkin, tiểu bang Minnesota, Hoa Kỳ. Năm 2010, dân số của xã này là 136 người.